# 1329

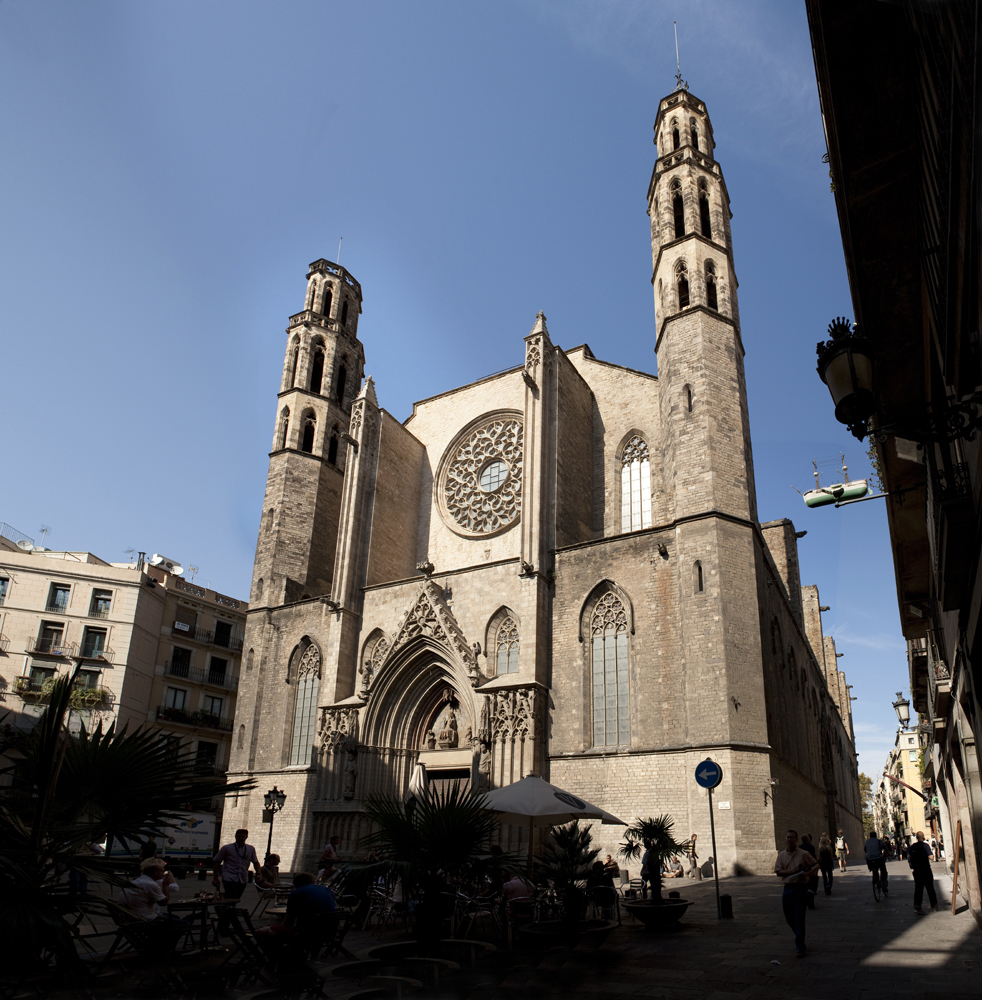
Santa María del Mar, Barcelona

Het jaar 1329 is het 29e jaar in de 14e eeuw volgens de christelijke jaartelling.

## Gebeurtenissen
februari
- 5 - Alfons IV van Aragon trouwt met Eleonora van Castilië.
- 19 - Tegenpaus Nicolaas V veroordeelt paus Johannes XXII in een ceremonie.

maart
- 5 - Johanna II en haar echtgenoot Filips III worden gekroond als koningin en koning van Navarra.
- 25 - Begin van de bouw van de kerk Santa María del Mar in Barcelona.
- 27 - In de bul In agro dominico veroordeelt Paus Johannes XXII achttien leerstellingen van Meester Eckhart. Eckhart wordt verweten dat hij meer heeft willen weten, dan nodig is, verleid is door de duivel en het eenvoudige volk op een dwaalspoor heeft gebracht. Tegelijkertijd wordt echter meegedeeld dat hij zich vóór zijn dood onvoorwaardelijk onderworpen heeft aan het oordeel van de paus. Daarom wordt hij niet als hardnekkige ketter verdoemd.

april
- april - Paus Johannes XXII excommuniceert tegenpaus Nicolaas V.

juni
- 10-11 juni - Slag bij Pelekanon: De Ottomanen onder Orhan I boeken een vernietigende overwinning op de Byzantijnen onder Andronikos III.

juli
- 22 - - Cangrande della Scala, heer van Verona, sterft in de stad Treviso, die hij een week eerder heeft veroverd.

november
- 16 - De bul Quia vir reprobus is de laatste in een serie van bullen van paus Johannes XXII waarin hij in de Armoedestrijd binnen de orde der Franciscanen de ideeën van de Spiritualen verwerpt.

zonder datum
- Verdrag van Pavia: Keizer Lodewijk de Beier schenkt de Rijnpalts aan Rudolf II en Ruprecht I, de zonen van zijn broer Rudolf. Hij behoudt Opper-Beieren voor zichzelf en zijn nakomelingen. Hierdoor wordt het huis Wittelsbach in 2 linies verdeeld.
- oudst bekende vermelding: Kelpen-Oler en Milsbeek

## Opvolging
- Artesië - Mathilde opgevolgd door haar dochter Johanna II van Bourgondië
- China (Yuan-dynastie) - Wenzong opgevolgd door zijn broer Mingzong op zijn beurt weer opgevolgd door Wenzong
- Denemarken - Waldemar III opgevolgd door Christoffel II
- Mecklenburg - Hendrik II opgevolgd door zijn zoons Albrecht II en Johan I
- Milaan - Azzo Visconti als opvolger van zijn vader Galeazzo I Visconti
- paltsgraafschap aan de Rijn - keizer Lodewijk de Beier opgevolgd door zijn neven Rudolf II en Ruprecht I
- Schotland - Robert the Bruce opgevolgd door zijn zoon David II
- Venetië - Francesco Dandolo in opvolging van Giovanni Soranzo
- Vietnam - Trần Minh Tông opgevolgd door zijn zoon Trần Hiến Tông

## Geboren
- 29 november - Johan I van Beieren, Duits edelman
- 11 december - Ferdinand, prins van Aragon
- Lazar Hrebeljanović, vorst van Servië (1371-1389) (jaartal bij benadering)

## Overleden
- 17 januari - Roseline van Villeneuve-les-Avignon (~65), Frans edelvrouw en non
- 21 januari - Hendrik II van Mecklenburg (62), Duits edelman
- 7 juni - Robert the Bruce (54), koning van Schotland (1306-1329)
- 22 juli - Cangrande della Scala (38), heer van Verona
- 27 november - Mathilde van Artesië (~59), Frans edelvrouw
- Marco I Visconti (~49), Milanees staatsman
- Sciarra Colonna (~59), Romeins edelman
- Tughlugh Timur, kan van Moghulistan en het kanaat van Chagatai
- Yves de Lessines, Zuid-Nederlands monnik